# 藤岡みなみのおささらナイト
『藤岡みなみのおささらナイト』（ふじおかみなみのおささらナイト）とは、STVラジオで2014年10月12日から放送されているラジオ番組。

## 概要
藤岡みなみがパーソナリティーを務める自身初のレギュラー・ラジオ番組。
番組名の由来は北海道方言の「おささる」から。「推ささらないと（オススメしないと）」と思うことや、北海道の魅力を推していく番組にしたい、ということから命名された（初回放送で発表）。しかし、説明に時間がかかることから、その後の命名理由は「言葉の響きが可愛いから」ということになっている。
リスナーから投稿されたメールを中心に番組を進行し、選曲も藤岡自身が行っている。
X（旧Twitter）で「#おささらナイト」をつけて番組を聴きながらツイートすることを推奨しており、そこに寄せられたコメントを採用する場合もある。なお、リスナーの愛称は「おささラー」である。
生放送ではなく事前に収録したものを放送しており、番組編成の都合によっては休止もしくは時間変更される場合がある。

## 放送時間
- 2014年10月12日－2016年4月3日：毎週日曜日24:00〜24:30
- 2016年4月9日－2021年3月27日：毎週土曜日23:00〜23:45
- 2021年4月3日－2022年3月26日：毎週土曜日22:00〜22:45
- 2022年4月2日－2023年9月30日：毎週土曜日22:00〜22:30
- 2023年10月7日－：毎週土曜日21:00〜21:30

## テーマ曲
藤岡みなみ&ザ・モローンズの楽曲
- 「脱水少女」（2014年10月12日 - 2016年4月3日）
- 「ド忘れ in the night」（2016年4月9日 - 12月31日）
- 「休前日 is the best」（2017年1月7日 - 2020年9月12日）

藤岡みなみの楽曲
- 「スウィート・サイエンス」（2020年9月19日 - 2022年3月26日）

番組オリジナルオープニング曲
- タイトル：「タイムラインでつかまえて」（インストルメンタル版）、作曲：ロースケイ（2022年4月2日 - ）

## 現在のコーナー（ポッドキャストも含む）
- 青春なんて真っ暗だ！黒歴史グランプリ

過去にリスナーがしてしまった「恥ずかしいこと」を募集し、藤岡がその黒歴史を成仏させるコーナー。黒歴史を紹介されたリスナーには黒歴史消しゴムが贈られることがある。
- ひそかに褒めて欲しい！こっそりよしよしのコーナー

誰にも気付かれていないけど、いいことをした！ 実はこんなに頑張った！というエピソードを募集し、藤岡とともにリスナーがTwitterの「#おささらナイト」でそのリスナーを褒める。いいことのレベルに関係なく、藤岡はそのリスナーを褒めてあげることになっている。採用者には「#おささらナイト」に寄せられたコメントを藤岡が代筆し、寄せ書き風にしてプレゼントしていた。
- だって聞こえちゃったんだもん！ 耳キャッチ倶楽部

街を歩いていたり、電車に乗っている時に「たまたま耳にしてしまった」会話やフレーズを、みんなで勝手に解釈・妄想して楽しむコーナー。
- センパイ！ 気になって眠れません！ みんなの謎をスッキリしナイト

身近な「なぜ？」「どうして？」を募集し、解明するコーナー。
- おささらミュージックBOX

リスナーから寄せられたエピソードを基に、藤岡が曲を作る。
- 緊急事態発生！ 嗚呼、マニュアルさえあれば･･･

「こんな時どうすればいい？」と戸惑うシチュエーションを募集し、藤岡がマニュアルを作成する。
- おささらアカデミー 藤岡式辞典制作委員会

藤岡が言葉の新たな語釈を考える。
- 北海道の川！

「ああやりきれない！ ヤリキレナイ川に流そう」のコーナーをリニューアルしリスナーのさまざまなエピソードを紹介、藤岡が代わりに北海道の河川に流したり湖沼に沈めたりしてすっきりするコーナー。
- 北海道は広すぎる！ 頼んだ、おささら調査隊

藤岡が行ってみたいが行けていない場所や、もう一度行きたい場所をリスナーが代わりに調査して報告するコーナー。初回(2018/1/21)に6つのお題が藤岡から出題された。
- 集え、選ばれし者たち！ ちょ能力判定所

超能力と言うには足りないが、確かに誰かの役に立ってるちょっとした能力の持ち主を募集するコーナー。超能力と判定されてはダメ。
- 記憶をたどれ、うる覚え昔話

古今東西の昔話のタイトルを与えられた藤岡が、自身の記憶だけをたよりにお話を語るコーナー。初回(2018年11月27日)例題放送時に募集以降、1度も放送されてない、コーナーの栄枯盛衰が激しいおささらナイトの中でも稀有なコーナー。
- 妄想ウィンドショッピング

与えられたり自身が考えたテーマに沿って、なさそうだけど実在する商品・サービス数点に、藤岡が妄想した実在しない商品・サービス1点を加えて、どれが藤岡の妄想かリスナーに考えさせるコーナー。
- にやにやシェア

リスナーが体験した、ついニヤニヤしてしまうエピソードをみんなで共有するコーナー。
- リアルタイムで予想しよう！ おささらテレパシー

「ラマは忍耐強い動物だがｘｘを見るとあからさまに狂暴になる」といった中空き文書とｘｘに入る選択肢を藤岡が提示し、藤岡が選んだ選択肢が何か、リスナーに考えさせるコーナー。リスナーは自身の回答をTwitterに『#おささらナイト』を付けてつぶやく。リアルタイムと銘打っているが生放送で実施されたことはない。
- 我こそはタイムトラベラー！ 時を超えるオササラー

タイムトラベル・タイムリープ的な体験エピソードを紹介するコーナー。
- そのとき私は耳を疑った みみうた劇場

思わず「えっ？」と耳を疑ってしまう身の回りの日常会話を紹介するコーナー。パーソナリティーが「耳キャッチ倶楽部」との重複を気にしており、近々整理される可能性がある。
- 私の作りがち料理

リスナーの自宅にしかない名もなきレシピだが、つい作ってしまうという料理を紹介し、藤岡がそのレシピにタイトルを付けるコーナー。
- おささらミュージックボックス

リスナーから送られてきたエピソードを基に藤岡が曲を作るコーナー。自作曲の水準に満足できなかった藤岡が封印していたが、放送300回を記念して募集復活した。
- おささらlyric研究会(おさリリ)

リスナーからのメールをもとに、J-POPの歌詞の魅力について藤岡が熱く語るコーナー。
- 目から糸

「目から糸が出てる(猫の毛だった)」という1つの思い出だけ印象的なクラスメイトがいる、という藤岡自身の体験をもとに、ちょっとしたことだけ印象的に残ってる出来事を募集するコーナー。
- 発掘！ おささら遺跡

今まで生まれては消えていったコーナーに陽の光をあてるコーナー。22時移行対策を募集した結果、おささらーからの提案が採用された。
- オラたち方言再評価委員会

北海道に限らず各地のおもしろ方言をリスナーが紹介するコーナー。初期のコーナーで地層の深くに埋もれていたが、2021年4月24日の放送でおささら遺跡から発掘された。
- ずぼら人間専用らくらく人生

ずぼらな人間でも楽に生きてゆける生活の知恵を募集するコーナー。コーナー名は某種苗会社の製品名のオマージュである。
- おささら活用！ なんとかさらないのコーナー

番組タイトルのもととなった北海道弁「おささらない」と同様に「○○ができない／うまくいかない」ということを「○○さらない」と表現するコーナー。
- おささらアカデーミー～藤岡式辞典制作委員会

藤岡みなみが、コトバの新たな語釈を考えるコーナー。採用された言葉は、「藤岡式辞典」に登録される。
- みんなで作ろう！おささら年表

2021年10月で番組が8年目に突入するのを記念して、おささらナイトの年表を作る企画。
- 私の頭の中のCtrl-Z

リスナーや藤岡自身が体験した「やり直したい！」を発表し、みんなでCtrl-Zを押してあげるコーナー。
- 日常アンサーソングのコーナー

ポッドキャストでは商業曲が流せないため、リスナーからのメールに対するアンサーソングを藤岡が即興創作して流すコーナー。
- 私こういう者です。勝手に名付け親のコーナー

送りたいけど送れない人向けに、リスナーの情報を少し教えてもらった藤岡がラジオネームを考えて提供するコーナー。
- 1ヵ月に1回は思い出しますのコーナー

文字通り、リスナーが1ヵ月に1回は思い出す事柄を送ってもらうコーナー。
- 純喫茶みなみ

本編で読み切れなかったメール投稿をポッドキャスト版でまったりと読み上げるコーナー。
- 妄想北海道旅行

北海道179市町村の旅プランを考えるコーナー。
- おささらミックステープ

こんな時に聞きたいプレイリストを作ってほしいというリスナーの要望に藤岡が答えるコーナー。
- 本当にそうかな？

街にあふれるメッセージにプチ問題提起してゆくひねくれコーナー。
- 第3の時間 ラーハ

労働と遊びのどちらにも収まらない第3の時間を表すラーハ、リスナーのラーハな時間を紹介するコーナー。
- そうです、私が偉人です

リスナーが偉人になった瞬間のエピソードを紹介するコーナー。
- 時長テクニック

時短の逆、時を長くするテクニックを紹介するコーナー。
- どっこいしょ！ドン引き綱引き

他人が聞いたらドン引きするような習慣やエピソードを投稿し、ドン引き度を競うコーナー。(藤岡曰く、競わなくてもいい)
- 持ち寄りボキャブラリー

身の回りだけで定着しているオリジナル単語をおすそ分けするコーナー。
- 僕はチノパンの人

「朝着る者を悩むのが嫌なので、僕はパーカーとチノパンの人！と割り切ってそればかり着ている」という朝テクニックに寄せられた投稿に触発されて作られた、リスナーが自分をどう割り切っているか表明するコーナー。
- ドジの同人誌

2023年5月20日と27日に本編で募集したテーマ「集まれドジっ子！」を常設化したコーナー。
- どないする？

みんなどうしてるのかなぁ？っていう事柄について送ってもらうコーナー。既存の「緊急事態発生！ 嗚呼、マニュアルさえあれば･･･」のカジュアル版と言える。
- 二次会会場 ふじ岡

Podcast版で本編のテーマメールを引き続き読んでいくイマジナリー居酒屋。従来Podcast版では「純喫茶みなみ」で本編テーマの引き続きと通常メールを合わせて読んでいたが、2024年2月3日配信分から「ふじ岡」と「ミナミーマート藤岡店」に分割された。ちなみに当初は「二次会専門店 ふじ岡」だった。
- ミナミーマート藤岡店

本編テーマやコーナーメール以外の通常メールを読むPodcast版コーナー。「純喫茶みなみの跡地にできたコンビニ」だが、純喫茶みなみも無くなったわけではない（移転？）という建付け。
- めんどいい匂いコーナー

思わず「面倒くさい」と言ってしまいそうな出来事をいいエネルギーに変換してなんとか乗り切るコーナー
- タイムスリップ相談室

時空を超えた相談が届くコーナー。過去に戻って相談したいこと、未来に起こるかもしれなくて相談したいことなどが届く。
- 断片コレクション

エピソード未満の記憶のかけらを送るコーナー
- 俺の屍を越えてゆけ

投稿者が失敗した事象を紹介して「皆さんは同じ失敗しないでね」と忠告するコーナー。

## 不定期コーナー
- 北海道ともだちの輪

遅れてきた道産子・藤岡みなみの北海道人脈を作るゲストコーナー。
- ○○クイズ

藤岡がエンディングの味気なさに配慮して始めたコーナー。エンディングでクイズを発表し、番組の公式サイトで正解を発表する。過去に「絶滅危惧種クイズ」「不条理クイズ」「生い立ちクイズ」などがある。
- 藤岡みなみに聞いてみナイト

藤岡に対する質問を募集。普通のメールと並んで紹介される場合もある。
- 北海道新幹線開業！おささる旅プレゼンテーション

北海道新幹線を使ったツアーを考え、それを旅行会社にプレゼンテーションする。
- 今週のおさされ

藤岡がリスナーにお薦めしたいことや夢中になっている趣味などを紹介する、初回から続いているコーナー。
- みんなのおさされ

リスナーがひそかに夢中になっていることを募集。
- 涙を拭いて仕分けしナイト

それぞれのコーナーを継続させるか、終了させるかを考える。
- もう寒くない！ほっこりグランプリ

ほっこりするエピソードを紹介し、毎週最もほっこりしたエピソード、ベストほっこりの投稿者に景品として「もちはだ」を送る、ワシオ株式会社とのコラボコーナー。
2020年1月（景品「もちはだ起毛マルチバック」）
2020年12月～2021年1月（景品「もちはだネックウォーマー」）
2021年12月～2022年1月（景品「もちはだネックウォーマー」）
2022年12月～2023年1月（景品「もちはだネックウォーマー」）
2023年9月9日～10月7日（景品「にもふー作画もちはだコラボステッカー」）
2023年12月2日～2024年1月27日（景品「にもふーデザイン：ほっこりトートバック」）
2025年1月11日～（景品「もちはだコラボトートバッグ」と「もちはだコラボステッカー」のセット）

## 過去の募集項目
- 略称・リスナーの愛称

番組の略称や、リスナーの愛称を募集した。以後、リスナーの愛称は「おささラー」が主に使われている。
- 短歌

藤岡がハマっていた短歌を募集。
- 地元自慢

地元自慢や、うちの地元だけ？という話を募集。
- 私だけ？今これにハマってます

リスナーがひそかに夢中になっていることを募集。→「みんなのおさされ」に変更。
- 普通の人インタビュー

芸能人ではなく身近な人をゲストに招くコーナー。→「北海道ともだちの輪」に包括。
- 今週のハイライト

リスナーの一週間にどんなことがあったかを募集。
- おささりメシ

藤岡に食べてもらいたいレシピ、意外と知られていない逸品グルメを募集。
- おささりピーポー

リスナーの身の回りでグッと来た人のエピソードを募集。
- 番宣CM募集

番組の20秒のCM原稿を募集。採用されるとSTVラジオで実際に放送される。CM原稿には「藤岡みなみのおささらナイト」「日曜深夜0時」を必ず入れること。
- 迷言名言

オリジナル名言を募集。いいことを言っている風の名言は世の中に溢れているので、いいことを言っていない風の名言を募集する。名言の最後には必ず「by ラジオネーム」を付け加える。採用者には藤岡がその名言を直筆で書いた紙をプレゼントしていた。
- 知らんがな大賞

思わず「知らんがな！」と言いたくなったエピソードを募集。採用者には藤岡が刺繍した「知らんがなワッペン」をプレゼントしていた。
- ようこそ北海道

北海道に来たアーティストがライブのMCで言いそうな台詞を募集。採用者には藤岡のアーティスト風・生写真をプレゼントしていた。
- 拝啓おじいちゃん

おじいちゃんやおばあちゃんへの心温まる手紙を募集。採用者には藤岡の祖父への想いを綴った手紙をプレゼントすることが決まったが、その決定以降、コーナーはされていない。
- さわやかのコーナー

さわやかなエピソードを募集。
- みなみ選曲

藤岡がリスナーの自己紹介を基に、そのリスナーを想像して選曲する。「ラジオネーム」「住んでいる地域」「性別」「年齢」「好きな場所」「今一番楽しみなこと」「最近の変化」などを書いたメールを「カルテ」と呼び、そこからイメージする曲を藤岡が導き出す。
- 自由すぎる自由研究 みなみ百科

主に世界一の特長を持つ動物について研究している。番外編として絶滅危惧種の動物に焦点をあてた「真夜中の動物園 絶滅危惧種ナイト」など。
- 月曜日が待ち遠しい！ 誰かに話したくてたまらナイト

とにかく誰かに話したくてたまらないことや雑学などを募集。
- おささラー全員集合！ 緊急会議ピヨピヨサミット

藤岡が人工孵化させた鶏の雛にまつわる問題を提起し、リスナーから意見を募集するコーナー。
- 超民主的！ 3万円の使い道

STVラジオから番組に与えられた金一封（3万円）で何ができるかを考える。
- 昔話なんてファンタジー！ 現実をみろ！ リアル桃太郎！

桃太郎の仲間（イヌ、キジ、サル）を、生物学的観点などから考察し、それぞれの科の最強の動物を選び最強のチームをつくろうというコーナー。
- おささらジャック！ ネコDJ

藤岡がネコ語でメールを読むコーナー。
- 超個人的クイズ！ 知ってるのは私だけ

自分以外に誰も正解を知らないような3択クイズを募集。
- めざせベストセラー！ タイトルだけ作家

リスナーから寄せられた架空の小説のタイトルを基に、藤岡がストーリーを創作する。
- 初めてメールします

リスナーが新コーナーを考える。ルールは「初めてメールします」という書き出しで「以前、やっていたことがありそうなコーナー」を提案すること。
- 黒歴史消しゴム製作委員会

番組グッズ「黒歴史消しゴム」を作るとしたらデザインはどうするか、などのアイデアを募集。
- あーやりきれない！ヤリキレナイ川に流そう

リスナーのやりきれないエピソードを紹介、やりきれない想いを藤岡が代わりにヤリキレナイ川に流してすっきりする。2009年のTBSテレビの番組「ヤリキレナイ川」の存在に気付いた藤岡がかぶり過ぎと判断し、2017年12月より「北海道の川！」に改称。

## 今週のテーマ
2022年4月放送時間が30分に短縮されて以降、投稿メールテーマが設定されるようになった。テーマは前週の最後に発表される。以下の日付はテーマ発表日ではなく投稿が読まれた放送日。
＜2022年＞
- 4月9日：過去の自分に言いたいこと
- 4月16日：新成人／新社会人に伝えたいこと、人生で一度は育ててみたい野菜／花
- 4月23日：自分甘やかし選手権
- 4月30日：4月打ち上げ会場
- 5月7日：実は食べたことがないもの
- 5月14日：最近体験した普通のこと
- 5月21日：かすかに憧れてること
- 5月28日：私のお守り
- 6月4日：6月に欲しいオリジナル休日
- 6月11日：下半期、なんとなくこうでありたい
- 6月18日：家の近所にあってほしい店
- 6月25日：ずぼら自慢大会
- 7月2日：最高になる方法
- 7月9日：上半期打ち上げ会場（1月～6月こんな感じでしたの話題と差し入れを持ち寄る会）
- 7月16日：こうすると涼しいよ
- 7月23日：もしも今、自由研究をするなら
- 7月30日：私のバグ
- 8月6日：今リアルに欲しいもの
- 8月13日：そうめんの思い出 或いは 好きなそうめんの食べ方
- 8月20日：好きなにおい
- 8月27日：私の真夏のピーク
- 9月3日： Do you remember?
- 9月10日：今年もあと4ヶ月、意識の低い目標
- 9月17日：旅人に振る舞いたいもの
- 9月24日：おささら文化祭。適当に屋台を出して！（藤岡はミニトマトのペペロンチーノ店を出す）
- 10月1日：祝！満8年9年目突入！おささらナイトの思い出
- 10月8日：おささらフリーマーケット（かつてフリマで買った物の思い出、これをフリマで売りたいと思っている物など）
- 10月15日：すみません、ぼーっとしてました
- 10月22日：なぜかずーっと使ってる物
- 10月29日：日曜日何してましたか？
- 11月5日：2014年のおささらナイトへ
- 11月12日：2034年のおささらナイトへ
- 11月19日：テーマ設定なし（前週の感想や普通のお便り）⇒11月19日の放送がバックナンバー企画となったため放送されず
- 12月3日～12月31日：ほっこりグランプリ。ほっこりするエピソードを募集。普通のお便りも募集。

＜2023年＞
- 1月7日～1月28日：ほっこりグランプリ。ほっこりするエピソードを募集。普通のお便りも募集。
- 2月4日：最近の学び
- 2月11日：サプライズ（サプライズお祝いのことや最近驚いたことなど）
- 2月18日：もし2月30日があったらその日にやりたいこと
- 2月25日：（広い意味での）怪奇現象
- 3月4日～3月11日：意味のないもの
- 3月18日：洗濯にまつわる話
- 3月25日：冷蔵庫で思い出すこと／冷蔵庫にまつわる話
- 4月1日：掃除機で思い出すこと／掃除機にまつわる話
- 4月8日、4月15日：朝ごはんにまつわるあなたなりの工夫
- 4月22日：朝、困っていること
- 4月29日：朝、困っていること＆前回出た朝困ってることの対策
- 5月6日、5月13日：最近のご褒美
- 5月20日～5月27日：集まれドジっ子！
- 6月3日：最近よく食べてるor飲んでるもの
- 6月10日～6月17日：オリジナル祝日を制定しよう
- 6月24日：おささらナイトルーティーン。夜に何をしてる？夜の過ごし方。
- 7月1日：1000円で出来ること
- 7月8日：私の夏の主食
- 7月15日：カバンの中身チェック
- 7月22日：最近、微妙にうれしかった事
- 7月29日：私の夏の本業
- 8月5日～8月12日：怖い話（おささらナイト真夏の怪談スペシャル）
- 8月19日：最近去ったピーク
- 8月26日：タイムスリップ夏休み（昔すごした夏休み：子供時代でも大人になってからでもOK）
- 9月2日：なんだったんだ！あの謎ルール（校則でも家族内ルールでもなんでもよい）
- 9月9日：小さいほっこりみつけた（秋のほっこりグランプリ）
- 9月16日、9月23日：わたしのほっこりタイム（秋のほっこりグランプリ）
- 9月30日：理想のほっこり（秋のほっこりグランプリ）
- 10月7日：なんでもありほっこり（秋のほっこりグランプリ）
- 10月14日：Ｍｙ福利厚生
- 10月21日：散歩にまつわる話
- 10月28日～11月4日：実は私・・・
- 11月11日：いい○○の日
- 11月18日：10年前の自分へ（思いつかなかったら10年後の自分へでもよい）
- 11月25日：謎の罪悪感（ざっくり罪の意識についてでもよい）
- 12月2日：日記にまつわる話
- 12月9日：今週ほっこりした瞬間
- 12月16日：今週作ったほっこり
- 12月23日：ほっこりあいうえお作文。「ほ、つ、こ、り」で作ってもよし、ほっこりにまつわるワードで作ってもよし
- 12月30日：年間ほっこり大賞

＜2024年＞
- 1月6日：2024年こんなほっこり年（どし）にしたい
- 1月13日：セルフほっこり術
- 1月20日：タイムトラベルほっこり（過去でも未来でも）
- 1月27日：私の周りのほっこりな人
- 2月3日：今週2回以上食べたもの／飲んだもの
- 2月10日：言葉にまつわるエピソード（好きな言葉、忘れらない言葉など）
- 2月17日：ことばの魔法
- 2月24日：2月○○日の日記
- 3月2日：今月の山場
- 3月9日：引っ越しの話
- 3月16日：やろうと思ってやれてないこと
- 3月23日：おささら開業届（もし今「店をやって！」と言われたらどんなお店をやりたいか？）
- 3月30日：地元自慢
- 4月6日：低い目標、とても小さな目標（意識高い目標はNG）
- 4月13日：休憩時間の詳細
- 4月20日：お弁当について
- 4月27日：おささら春の○○まつり
- 5月4日：のんびり王（大型連休をのんびり過ごした人選手権）
- 5月11日：五月病への処方箋
- 5月18日：長く使ってる便利グッズ
- 5月25日：免許を取ってよかったこと、藤岡でも取れそうな免許、免許のない人は好きなジュースについて
- 6月1日：オリジナル祝日
- 6月8日：ボランティア
- 6月22日：私のサボり方
- 6月29日：非効率と判ってること
- 7月6日：上半期お疲れさまでした会 会場（上半期を総括しつつ「乾杯！」の発声をする）
- 7月13日：釣りって楽しいですか？
- 7月20日：今じゃないけどいつかやろうと思ってる趣味
- 7月27日～8月3日：500円で出来ること
- 8月10日：怪談ばなし
- 8月17日：最近ピークが来てる／来てたこと
- 8月24日：いま楽しみにしていること または 秋になったら食べたいもの
- 8月31日：大ピンチな瞬間
- 9月7日：おささらナイトで募集してみたいテーマ
- 9月14日：人生生きてればいいことあるもんだ 白歴史グランプリ
- 9月21日：3連休なにする？なにした？
- 9月28日：直近の土曜の夜何食べた？
- 10月5日：おーい秋～（秋に対して話しかけたいこと）
- 10月12日：処分しても大丈夫だったもの
- 10月19日：私のアニバーサリー
- 10月26日：本当にそうかな？
- 11月2日：本当にそうだな
- 11月9日：冬が来る前に
- 11月16日：待ち時間
- 11月23日：ぼちぼちやってること
- 11月30日：貰って嬉しかったもの
- 12月7日～12月14日：#世界から寒いをなくす
- 12月21日～12月28日：冬楽しみ隊

＜2025年＞
- 1月4日：(前年から引き続き) 冬楽しみ隊
- 1月11日～18日：ほっこりグランプリ。ほっこりするエピソードを募集。
- 1月25日：ほっこり選手宣誓（宣誓！僕たち私たちは、2025年もほっこりすることを誓います！のテンションで）
- 2月1日：誰も見てないごはん／こっそりごはん
- 2月8日：申し訳程度にやってること
- 2月15日：あゝ無念
- 2月22日：やめたいけどやめられない
- 3月1日：気にすんな！自分！
- 3月8日：先生の思い出
- 3月15日：お弁当
- 3月22日：俺たちの2025年がいま始まる
- 3月29日：あの時の自分につっこみたい、タイムスリップなんでやね～ん
- 4月5日：最近私の中で再評価されているもの
- 4月12日：私だけの春の到来サイン
- 4月19日：私の周りを見回したら、いろんな人いるな～
- 4月26日：小さな日記
- 5月3日：ゴールデンウィークにするつもりだったけど多分しないこと
- 5月10日、6月7日：ちょっと前まで当たり前だったけど、今やってないこと
- 5月17日、6月14日：なくてもいいけどあると嬉しいもの
- 5月24日、6月21日：あぁ人生…ってなった瞬間
- 5月31日、6月28日：マイルール or 家族ルール
- 7月5日：上半期打ち上げ会場で乾杯の音頭（上半期の出来事を語って最後にカンパーイを発声）
- 7月12日：今年こそ、これで夏を乗り切る
- 7月19日：知らんけど（何か発表したあとに「知らんけど」を付ければOK）
- 7月26日：面倒くさい対策
- 8月2日：涼しくなろう、怖～い話
- 8月9日：いらんことしいの話
- 8月16日：Go Go Go !（おささらーの投稿で8月9日回が555回と気づいたので）

## ゲスト
2015年
- 2月15日 - 2月22日 あさくらともみ（まんまる新聞）
- 3月8日 - 3月15日 ケラケラ
- 12月20日 サンドウィッチマン ※コメント

2016年
- 4月23日 藤井孝太郎 ※アシスタント
- 5月28日 おかもとえみ
- 7月23日 前川真悟（かりゆし58）、SPiCYSOL
- 8月6日 Rihwa
- 8月13日 島田秀平 ※コメント
- 12月24日 Rihwa、田村次郎、林美玖

2017年
- 2月25日 - 3月4日 金原みわ

2019年
- 8月17日 稲場愛香 ※前時間帯番組 D-tunesとの相互生出演

2025年
- 7月12日 リグレットガールズのボーカル平部雅洋とベース十九川宗裕 ※コメント

## リポート企画
2015年
- 8月2日、北海道グリーンランドのアトラクション「大幽霊屋敷」から体験リポート。
- 11月22日、円山動物園からハダカデバネズミのリポート。
- 12月20日、円山動物園からサル山のリポート。

2016年
- 1月31日、円山動物園から爬虫類・両生類館のリポート。
- 2月14日、円山動物園からシマフクロウのリポート。
- 3月20日、札幌市中央卸売市場から蟹専門店のリポート。
- 4月9日、札幌市中央卸売市場からイートインスペースのリポート。
- 9月10日、浅草公園六区「わんこそば大娯」でわんこそば100杯完食に挑戦。

## エピソード
2014年
- 10月26日、第3回が放送される予定だったが、番組編成の都合により休止となった。このため、放送されるはずだった第3回放送分はお蔵入りとなった。なお、藤岡は未熟だったという理由で「流さなくても良い」と語っている。

2015年
- 3月6日、公式サイト開設。番組名にちなんで、サイト内に押しても何の反応もない「おささらないボタン」が設置される。実はこのボタンは名前が「おささるボタン」に変わることがあり、その時だけ隠しページを見ることが出来たが、リスナーの反応が薄かったため、その後の放送でやむなくヒントを出すことになった。
- 3月15日（第22回）、ケラケラをゲストに迎えプロモーションをしてもらうはずが、しりとりでほとんどの時間を費やす。藤岡は「アーティストとしりとりはもうしない」と自分を戒めたという。
- 3月22日（第23回）、なぞなぞを出題するも、正解発表を忘れてしまう。なお、問題は「あなたは今、肉まんの蒸し器の前で肉まんを蒸しています。その中身を気にしている有名人は誰？」というもので、正解は「中村獅童（中、蒸らし、どう？）」だった。
- 8月9日（第43回）、藤岡の誕生日と放送日が重なったことから、誕生日スペシャルを放送。リスナーからのリクエストに応え、THE BLUE HEARTS「青空」の弾き語りが披露された。
- 9月7日、ポッドキャスト配信を開始。iTunesにて、登録している「テレビ番組/映画」カテゴリで1位を獲得し、総合でも20位以内にランクインした。
- 10月27日、この日発売の『ラジオ番組表 2015年秋号』（三才ブックス）の誌面で「第8回 読者が選ぶ好きなDJランキング」の結果が発表され、藤岡がAM部門で1位を獲得した。得票数は836票。同誌でインタビュー記事が掲載されたほか、10月26日付の「スポーツニッポン」でも取り上げられ、「北海道ローカルの番組出演者が1位になるのは異例」「藤岡が次々と新コーナーを開設しては、反響の少ないコーナーをつぶしていく新陳代謝のいい構成で人気」などと評された。この記事は同日放送のSTVテレビ「どさんこワイド!!朝!!」でも紹介された。
- 11月1日（第55回）、藤岡が母に電話で「読者が選ぶ好きなDJランキング」の結果を報告。母はすでに知っていた。
- 11月15日（第57回）、藤岡が前々日に鶏（アローカナ）の有精卵を人工孵化させたことが番組内で大きな話題に。有精卵をもらった場所、北海道・新得町の名産品が蕎麦であることにちなんで、雛は「そば湯」と命名された。
- 11月21日、サッポロファクトリーで開催された「キタラジ！フェスティバル」に出演。「藤岡みなみのおささらナイト in キタラジ」と題し、トーク＆ライブイベントが行われた。
- 12月12日、「読者が選ぶ好きなDJランキング」のAM部門1位を記念して、Sプラザにて祝勝会「DJランキング1位だって？！じゃあ祝勝会やっちゃうよ〜のつどい」を開催。番組初の公開収録が行われた。
- 12月20日（第62回）、STVテレビ『ひまの湯』で共演していたサンドウィッチマンからコメント。伊達は藤岡に祝福のメールを送信したが、藤岡のメールアドレスが変更されていたため、メールがそのまま戻ってきたことに戸惑いを露わにしていた。
- 12月27日（第63回）、年末企画「2015年 藤岡家ランキング ベスト15」。UNICORN「雪が降る町」の弾き語りが披露された。

2016年
- 3月2日、文化放送「レコメン!」に藤岡が「ケータイDJ」としてゲスト出演。「藤岡みなみのおささらナイト」の出張版として、コーナー名とパーソナリティー・オテンキのりの本名をミックスさせた「ひそかに褒めて欲しい！こっそりよしよしのりのコーナー」が行われた。
- 4月9日（第78回）、この日から放送時間が毎週土曜日23:00〜23:45に変更される。
- 4月23日（第80回）、初めての生放送。Twitter担当はSTVアナウンサー・藤井孝太郎。藤岡はSTVラジオ「Pop'n Rollにズキューン」の22時台から続けて生出演した。
- 4月24日、STV本社Sプラザでの「STVラジオ 週末ナイトチーム 全員集合!春だ!桜だ!顔見せイベントだ!」イベントにて番組ステージを実施。生ハム試食会や生ハムの歌披露を展開した[1]。
- 5月14日（第83回）、2度目の生放送。この日はリスナーに生放送であることを告知せず、放送中、リスナーに生電話をかけて驚かせるという方法で生放送だと明かした。
- 9月10日（第100回）、放送100回目を記念して、浅草六区「わんこそば大娯」でわんこそば100杯完食に挑戦（1杯毎にリスナーの質問に1つ答えるルール）。80杯でリタイア。
- 11月5日（第106回）、プロ野球中継により2週間の休止を挟んでの3度目の生放送。「ラジオ番組表 2016年秋号」（三才ブックス）で発表された「第9回 読者が選ぶ好きなDJランキング」でAM部門3位（得票数925票）の結果報告。生放送企画として「Elia 円山本店」のカレーライスを出前注文した。
- 11月12日（第107回）、10月17日にZepp Sapporoで開催された「LIVEくれよん2016」の一部をオンエア。共演はKAN、TRICERATOPS、K。
- 12月24日（第113回）、4度目の生放送。「ラジオ・チャリティー・ミュージックソン」後の出演。Rihwa、田村次郎、STVアナウンサー・林美玖をゲストに迎え、コーナー「青春なんて真っ暗だ！黒歴史グランプリ」の特別企画が行われた。

2017年
- 1月7日（第115回）、エンディングで結婚発表。
- 3月13日、Twitterで番組公式アカウントを開設。

2018年
- 9月29日（第200回）、放送200回を藤岡は気づいてなかったが、スタッフから貰ったプレゼント開封ショーを即興で行った。

2019年
- 2月9日、「お蔵入り」となっていた第3回放送が番組内で流された。

2020年
- 1月4日、「もう寒くない！ほっこりグランプリ」で番組6年目にして初の企業とのタイアップが実現。パーソナリティーから初の提供コールが発せられる。
- 9月12日（第300回）、歴代のオープニング曲を流し、300回を振り返る意味で祖母とプロデューサーのコメントを発表。また懐かしコーナー（おささらミュージックボックス）の2016年4月30日放送分を流し、封印した経緯を報告した上で復活を宣言。

2021年
- 2月13日（第322回）、23時8分ごろ発生した、福島県沖を震源とする最大震度6強の地震の地震情報放送により番組が3回遮断された。3回目の遮断はこの日最後の3曲目の発表中から番組終了後まで続き、3曲目が何だったのか、この日のおささらステッカーはどのリスナーに渡ったのかは判らないままであった。
- 2月20日（第323回）、オープニングトークと1曲目のあと、先週地震情報により遮断された放送が再放送され、3曲目もおささらステッカーの行方も明らかになった。また後日（4月17日）の放送にて常連リスナーの質問に答える形で、当回も放送回数に加算することが伝えられた。
- 4月3日（第329回）、22時台引っ越し後の初回。「誰やねん？藤岡みなみ」と題し、生誕から現在までの藤岡みなみの在り様を、メディア未公開のエピソードも交えて本人が赤裸々に語りまくった。語りまくったためリスナーからのメールは1通も読まれないという、イベント回以外では非常に珍しい回となった。

2022年
- 2月5日（第373回）、373回とみなみの語呂合わせでみなみスペシャルが企画され、前週放送やTwitterで「みなみさん募集」をしたが、応募者がなかった。仕方なく後半を「373回おめでとう！みなみスペシャル」と題し、一人「みなみあるある」や愛知県豊田市にある 藤岡南交流館に手紙を出したことなどが放送された。
- 8月13日（第400回）、からだ中の600の筋肉のうち400が可動すると云われているラジオ体操第一の放送中実行をリスナーに要請し、藤岡は1束400本と云われている揖保乃糸のそうめんを放送の合間合間に食べた。
- 11月5日（第412回）、「秋は時空が歪みがち」と自説を唱え、第1回放送(2014年10月12日)のオープニング、藤岡みなみ26歳の自己紹介再放送で始まり、「2014年のおささらナイトへ」のテーマで送られたメールを読みつつ、当時の思い出を語る回となった。おささらステッカーは、テーマメールが読まれた5名のリスナー全員に、2014年当時ものが送られることとなった。
- 11月12日（第413回）、「秋は時空が歪みがち」と自説を唱え、2034年11月という設定で「2034年のおささらナイトへ」のテーマで送られたメールを読んだ。テーマメールが読まれた7名のリスナー全員に、2034年版のおささらステッカーが送られることとなった。また後日、この日の放送が聴取率調査で土曜日同時間帯1位となったことが発表[2]される。
- 11月19日（第414回）、「バックナンバー企画」と題し、2015年11月22日の放送が再放送された(一部トリミングあり)。エンディングで「来週もバックナンバー企画を放送」「本日のポッドキャストはお休み」であること他が局アナから伝えられ、この日、2022年の藤岡の声が流れることはなかった。
- 11月26日（第415回）、前週に続き「バックナンバー企画」と題し、2017年4月27日の放送が再放送された(一部トリミングあり)。エンディングで「来週からは毎年恒例ほっこりグランプリを開催」「本日のポッドキャストはお休み」であること他が局アナから伝えられ、この日も2022年の藤岡の声が流れることはなかった。

2023年
- 4月1日（第433回）、GO!GO!コンサドーレLIVE vs 川崎フロンターレ戦が中継される関係でラジオ放送は休止となるが、本編コンテンツもポッドキャスト（Spotify）で配信される。

2024年
- 6月15日（空）、プロ野球交流戦中継に伴う番組編成の都合で本編は休止、ポッドキャストは配信された。そのため7月13日に迎える予定だった本編500回目が翌週にずれ込んだ。
- 7月20日（第500回）、前週放送後にSNSなどで「500回にちなんだ話題募集」をしたが周知が充分行き届かなかったためもあり、今月を500回記念月間と定めた。記念月間といっても今月あと1回しか放送回がないことには触れられなかった。

2025年
- 1月25日（第527回）、毎年恒例のほっこりグランプリ最終週となったこの日は土曜の夜に聴きたくなる2曲目として、ほっこりグランプリの投稿をちりばめたラップ調の歌詞を藤岡本人が歌唱するオリジナルソング「藤岡みなみとおささらー：hokkori night」が披露された。

## プレゼント
- おささらナイト特製・非売品ステッカー
  - 話が盛り上がる投稿をしてくれたリスナーに贈られる。2015年12月6日放送（第60回）から。
  - 2018年12月15日放送のメールスペシャルでは、メールが読まれたリスナー全員に贈られた。
- おささらナイト特製・非売品ステッカー正方形版
  - 2019年8月限定で、通常版ステッカーの代わりに贈られた。
- 黒歴史消しゴム
  - 「青春なんて真っ暗だ！黒歴史グランプリ」のコーナー採用者に贈られる。2016年12月24日放送（第113回）から。
- レコードプレイヤー＆iPad
  - 2014年12月1日〜8日のスペシャルウィークの当選者に贈られた。
- イヤースコープ
  - 2015年9月6日のスペシャルウィークの当選者に贈られた。
- ボードゲームセット
  - 2016年11月19日のスペシャルウィークの当選者に贈られた。
- 目黒寄生虫館お土産一式
  - 2017年6月の珍スポット募集企画の最優秀採用者に贈られた。
- トートバック
  - 2023年7月8日～29日、おささらステッカーの代わりに贈られた。
- 田丸雅智 著「言語表現の名手20人から学ぶ ことばの魔法」
  - 2024年2月10～17日、今週のテーマ「言葉にまつわるエピソード」「ことばの魔法」採用者の中から贈られた。
- おささらグッズ詰め合わせ
  - 2024年11月30日、本編テーマ投稿採用者の中から3名に贈られた。
- もちはだコラボトートバッグとコラボステッカーのセット
  - 2024年12月6日～2025年1月4日、もちはだスペシャル月間のプレゼントとして、本編テーマ投稿採用者の中から毎週1名に贈られた。
- ふやすミニマリスト文庫版表紙のプリントクッキー
  - 2025年3月1日、ふやすミニマリスト文庫版発刊記念として本編テーマ投稿採用者の中から2名に、おささらステッカーとともに贈られた。

## ポッドキャスト
- 本編の一部コンテンツを配信
  - 「藤岡みなみのおささらキャスト」と題して放送分の一部を配信している。2015年9月6日放送（第47回）の翌日から配信が開始された。
- 本編とは別コンテンツを配信（Podcast版）
  - 2022年4月2日よりラジオ本編とは別のスピンオフコンテンツが約30分、Spotify、Apple Podcasts、Google Podcasts、Amazon Musicで本編放送終了後に無料配信されている。
- 本編コンテンツを配信（Broadcast版）
  - 2023年1月7日ラジオ放送分から2024年3月30日ラジオ放送分までのラジオ本編コンテンツがSpotifyで無料配信されている。権利の関係上、無料会員は放送内で使われている楽曲等が一部カットされているバージョンで聴くことになる。またこの配信は2024年6月までと案内されている。
  - 2024年4月6日以降のラジオ放送分は、SpotifyのPodcast版と同じチャンネルにオンエア版として配信されている。無料会員は放送内で使われている楽曲等がすべてカットされているバージョンで聞くことになる。

## 日常アンサーソング
権利の関係上商業曲が流せないポッドキャスト版で、おささらナイトから音楽を削るとどうなっちゃう？というのが気になって、藤岡が自作音楽を作って流すことにしたこのコーナー。

これまでに藤岡とリスナーの共同作業で制作されたアンサーソングは以下の通り。

作詞／作曲は藤岡みなみだが、ベースサウンドの多くがフリー素材のループで構成されている。またリスナーから送られたサンプリング音が織り込まれた作品もある。

| 作品番号 | 配信回 | 配信日     | 曲名                                       | 投稿内容(モチーフ) | 備考                                                                                               |
| -------- | ------ | ---------- | ------------------------------------------ | --- | -------------------------------------------------------------------------------------------------- |
| 1        | 第2回  | 2022/4/9   | 大丈夫じゃないけど大丈夫にしてる           | いい仕事をしても褒めらることもなく、トラブルを事前回避しても「トラブル無くて楽だね」と言われる。                                                                               | |
| 2        | 第3回  | 2022/4/16  | おならしてるけど気にしてない               | 本屋でオナラしたおじいさんがそのまま本を読み続けていた。 | |
| 3        | 第4回  | 2022/4/23  | 豆乳買って帰りたいだけ                     | スーパーのレジで割り込み気味に前に入られたのがモヤモヤ。私は争いたくない、豆乳を買って帰りたいだけなんだぁぁ。                                                                 | |
| 4        | 第7回  | 2022/5/14  | べつにいいけど                             | ファストフード店で久々に現金を使った。61円のおつりが50円玉1枚、5円玉2枚、1円玉1枚だった。                                                                                      | |
| 5        | 第9回  | 2022/5/28  | 次止まります feat ピンクピン太郎           | バスに乗ってて降車ボタンを押そうとしたら前の男の子も押そうとしていた。しかし自分が押ささって、男の子は悲しそうだった。                                                         | |
| 6        | 第18回 | 2022/7/30  | 脱力！胃カメラっぷ                         | 胃が不調なので病院にいったら胃カメラをすることになった。胃カメラ応援ソングを歌って。                                                                                           | 2023年4月8日配信のPodcast版では曲名を「胃カメララバイ」と紹介した。                                |
| 7        | 第21回 | 2022/8/20  | サボタージュ ボッサ                        | 5月に同僚が退職してから補充人員もなく残業の日々が続いている。忙しい中でもまったりできる曲が欲しい。                                                                            | |
| 8        | 第25回 | 2022/9/17  | ヨレヨレでサヨナラ                         | 家用のTシャツがヨレヨレ。さよならしようと思うのでさよならソングを。 | |
| 9        | 第27回 | 2022/10/8  | ドクドク積読                               | 積読本やちょい読み放棄本は買ったこと自体が間違いだったのか？ | |
| 10       | 第32回 | 2022/11/5  | ソファーの罠                               | 休日ソファーで映画を見るが、うとうとした隙に話が進んでしまい、何度も巻き戻してる。よって2時間の映画を3,4時間掛けてみるもったいない休日になる。心地よさもほどほどにして欲しい。 | 第32回での初回配信が早回しになってしまったので翌33回で正解版が配信された。                         |
| 11       | 第36回 | 2022/12/10 | 悲しみブレーメン feat AAAA and BBBB        | 夫婦で動物園に行って写真競走した。いつも妻に動物が振り向き、自分には振り向かず、勝敗は明白。                                                                                   | モチーフ投稿者以外のAAAAさんの1歳児が吹くラッパ音、BBBBさんの3種のパーカッション音が利用されている |
| 12       | 第37回 | 2022/12/17 | 尿意100%                                   | 病院の医師から「1日2リットル水を飲みなさい」と言われた。実践しているがトイレが近くなってしまった。                                                                             | |
| 13       | 第42回 | 2023/1/21  | どさんこだとしても feat CCCC               | 雪道で転ばない曲を作って。雪道を歩くSE送ります。 | モチーフ投稿者の雪道歩行SEが盛り込まれている。                                                     |
| (番外)   | 第54回 | 2023/4/22  | ル・ル・ル・ルーティーン                   | 朝の工夫を発信するQuu＆Fuuの中で、朝のルーティーンをテーマに藤岡が作演した曲。                                                                                                 | |
| 14       | 第59回 | 2023/5/20  | Love Me バインミー feat DDDD               | DDDDさんからバインミーを作る歌詞が送られてきた。 | |
| 15       | 第66回 | 2023/5/20  | 冷やし冷やし中華 feat EEEE with おささらー | EEEEさんの「納涼ラップ作って」に答え、前週のメールテーマ：私の夏の主食に送られた主食たちを素材に作った。                                                                       | |

共同制作者でもあるモチーフ投稿者やサンプリング音を提供したリスナーのおささらネームは敢えてxxxxとしている。